# Aquilifer
De Aquilifer, (lett. adelaarsdrager) is de belangrijkste standaarddrager in het Romeinse leger. De aquilifer draagt de standaard met de adelaar als teken van een legioen.
Hij draagt de standaard (aquila, de adelaar), die de ziel van een Romeins legioen vertegenwoordigt.
Elk legioen heeft slechts één aquila, daarom is het, als deze standaard verloren gaat, niet alleen een grote schande voor het desbetreffende legioen, maar betekent zelfs het einde ervan. Dit is (onder andere) met het zeventiende, achttiende en negentiende leger gebeurd na de nederlaag in het Teutoburgerwoud.
Hierna werd meteen een expeditie uitgezet om de verloren aquilae terug te krijgen.
Toen de milites van Legio X Gemina bij de landing van Gaius Iulius Caesar in Britannia uit angst voor het grote aantal vijanden niet het strand op durfden, sprong de aquilifer in het water en riep de milites toe dat hun standaard verloren zou gaan als ze hem niet volgden.
Gevolg was dat de milites met nieuwe moed het strand op stormden en het gebied veroverden.
De functie van aquilifer is niet alleen een erefunctie. Behalve drager van de standaard, beheert de aquilifer samen met de andere standaarddragers de soldij van de legionairs en dient hij als vertrouwensman.

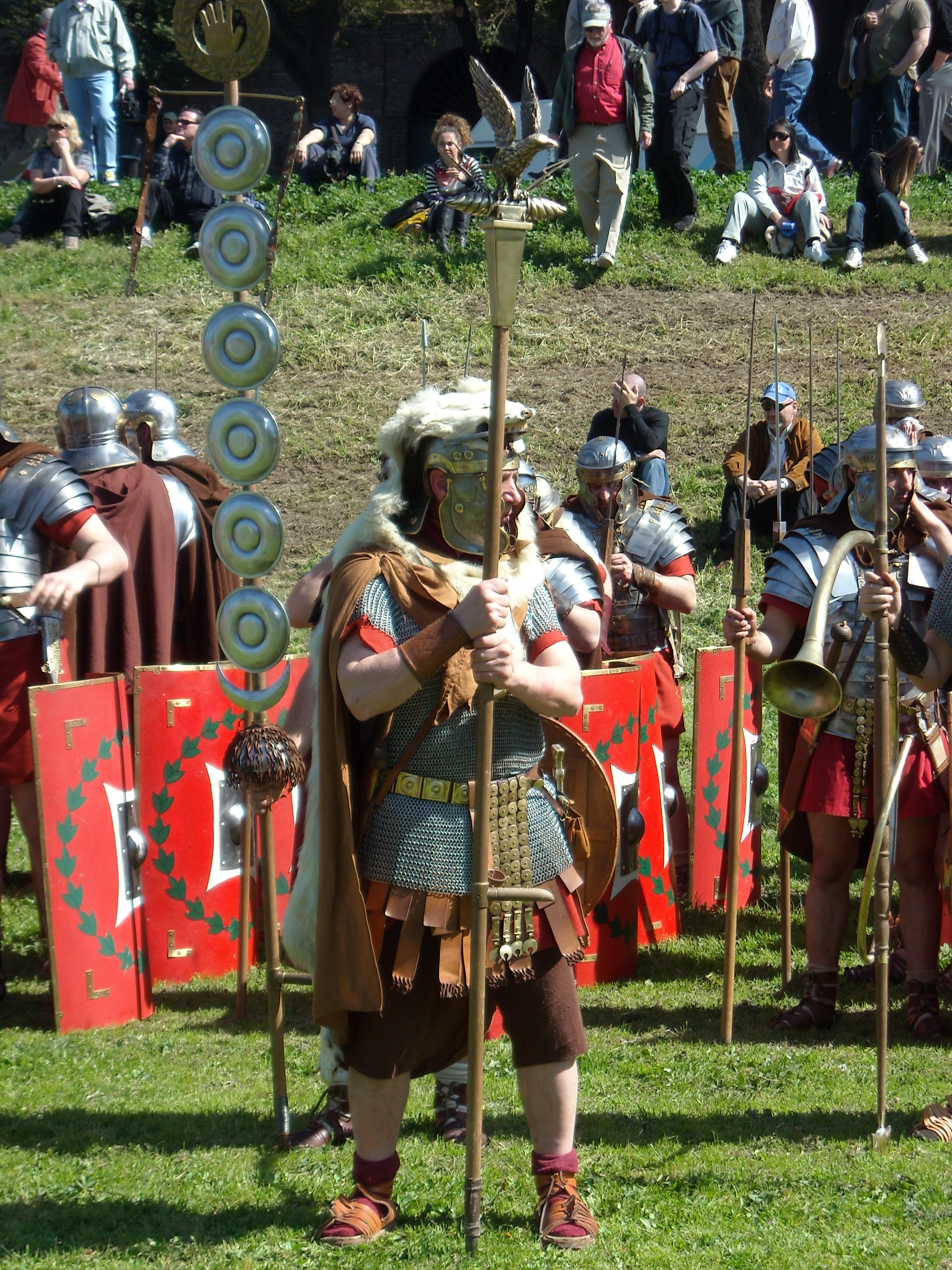
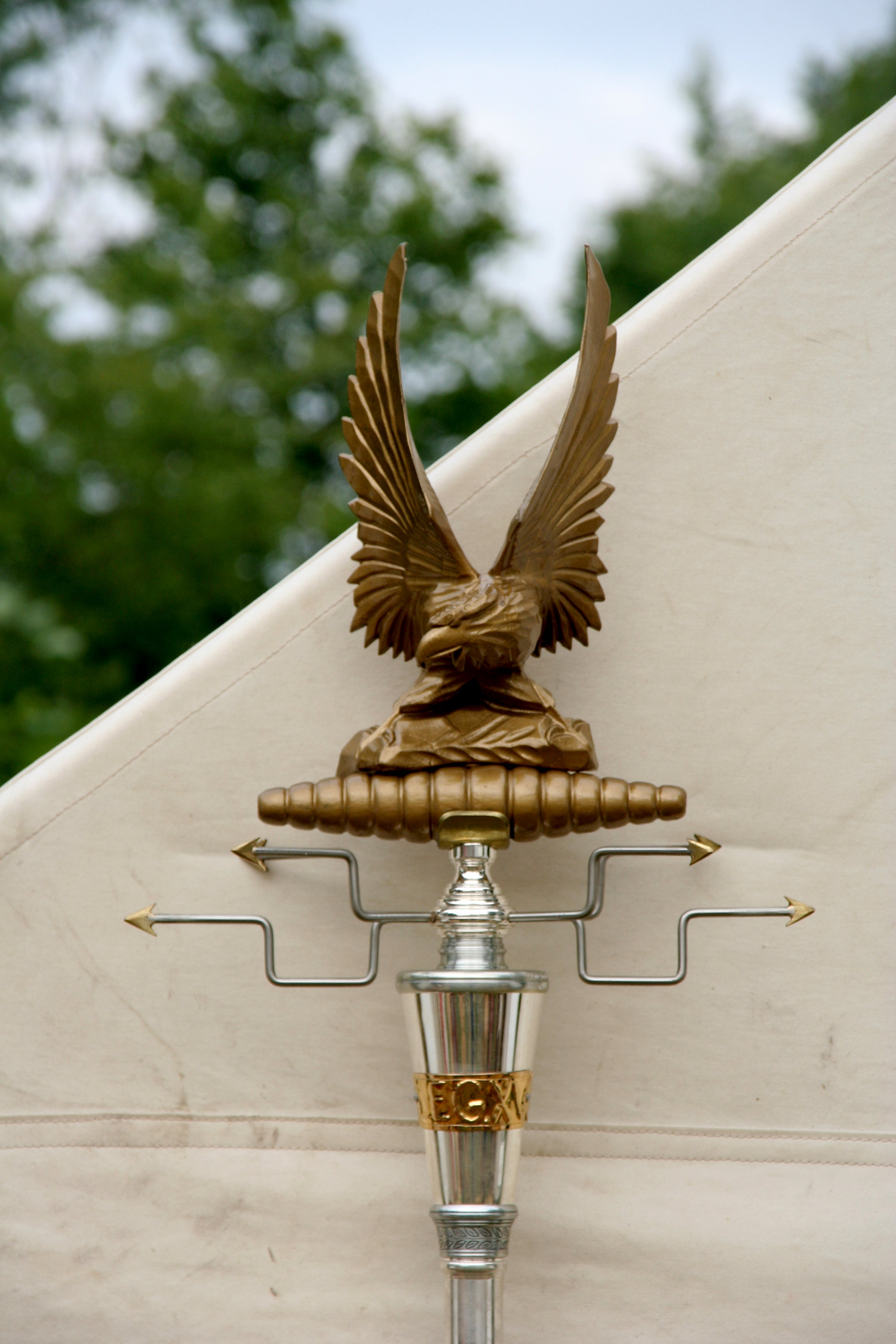
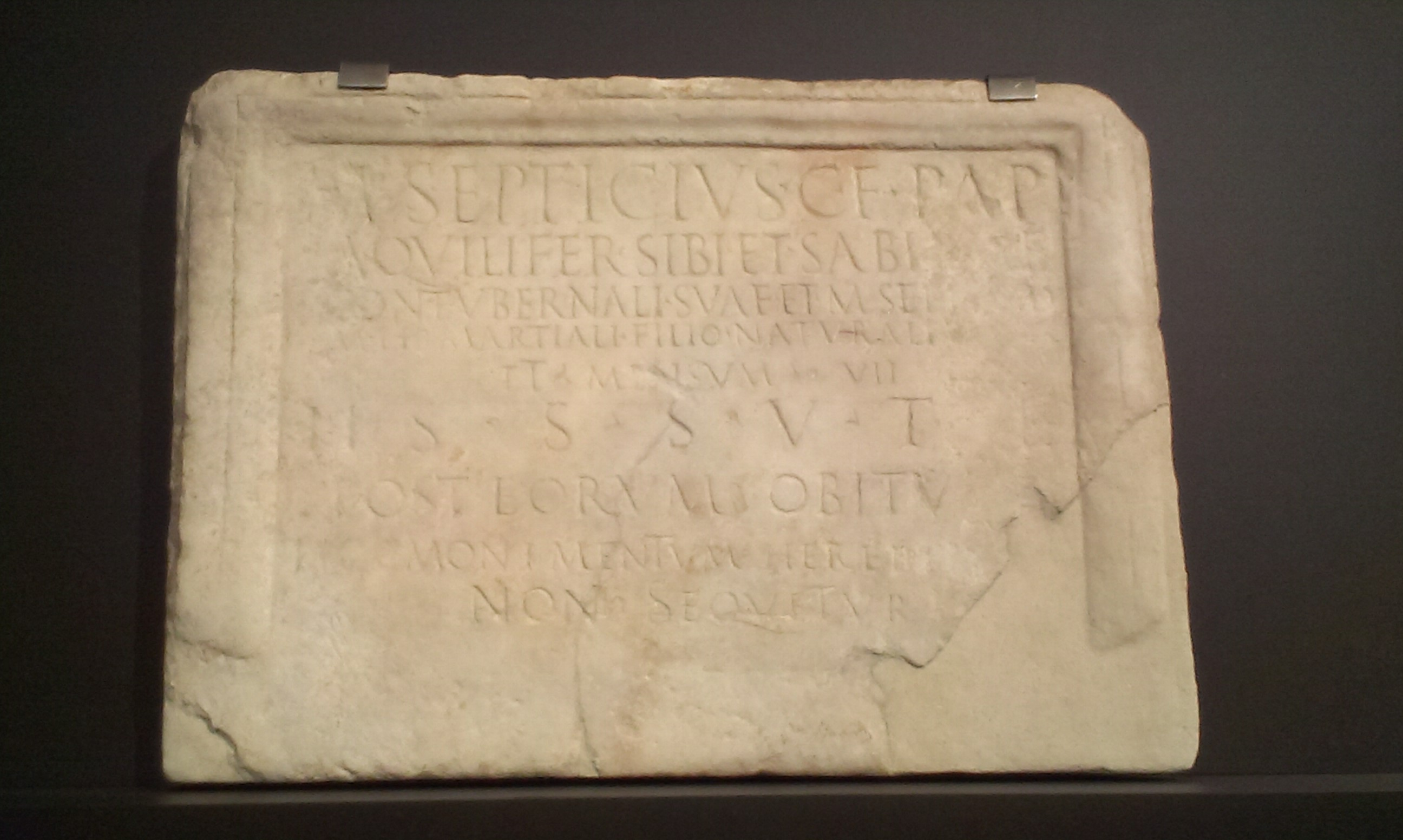
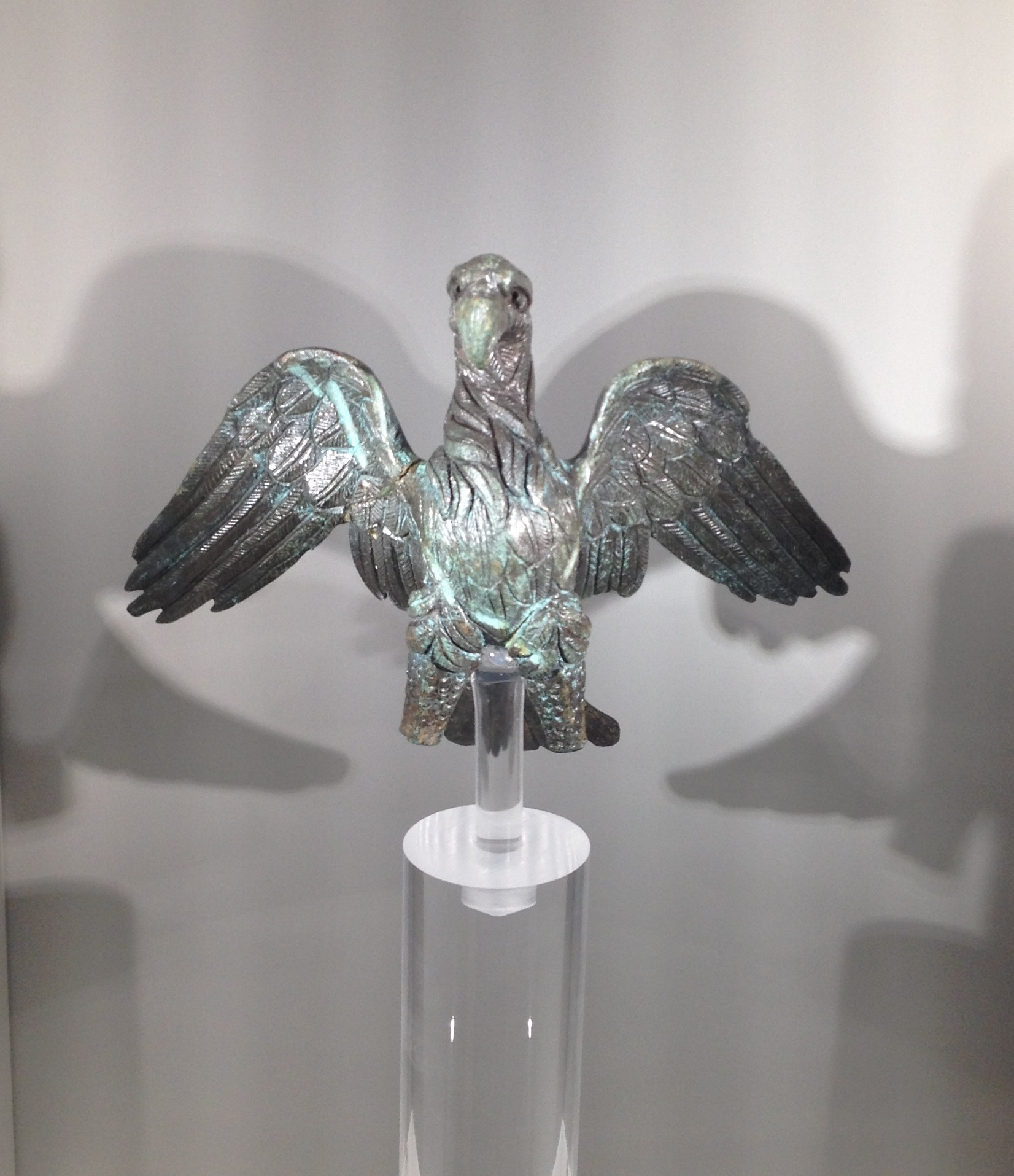
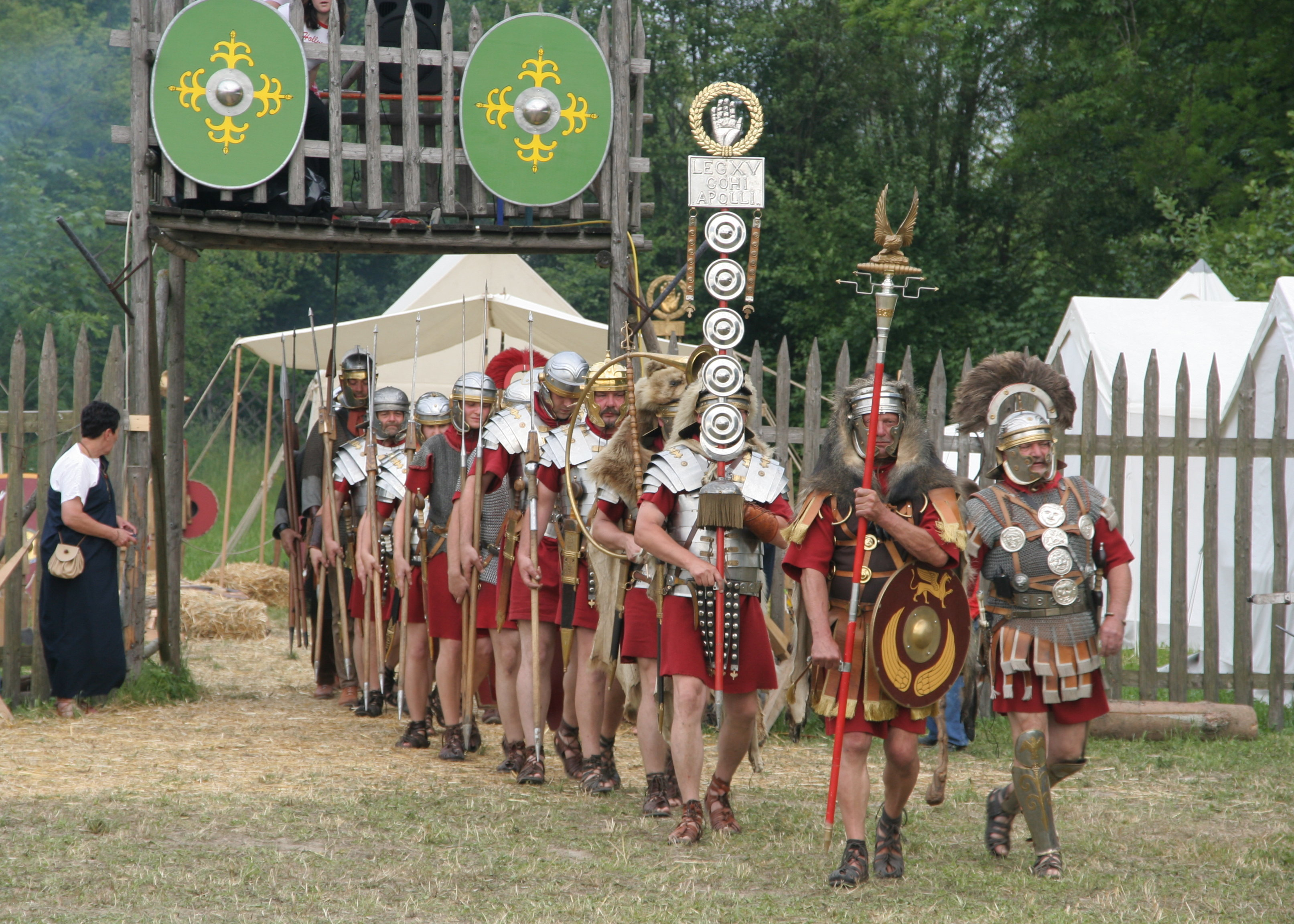
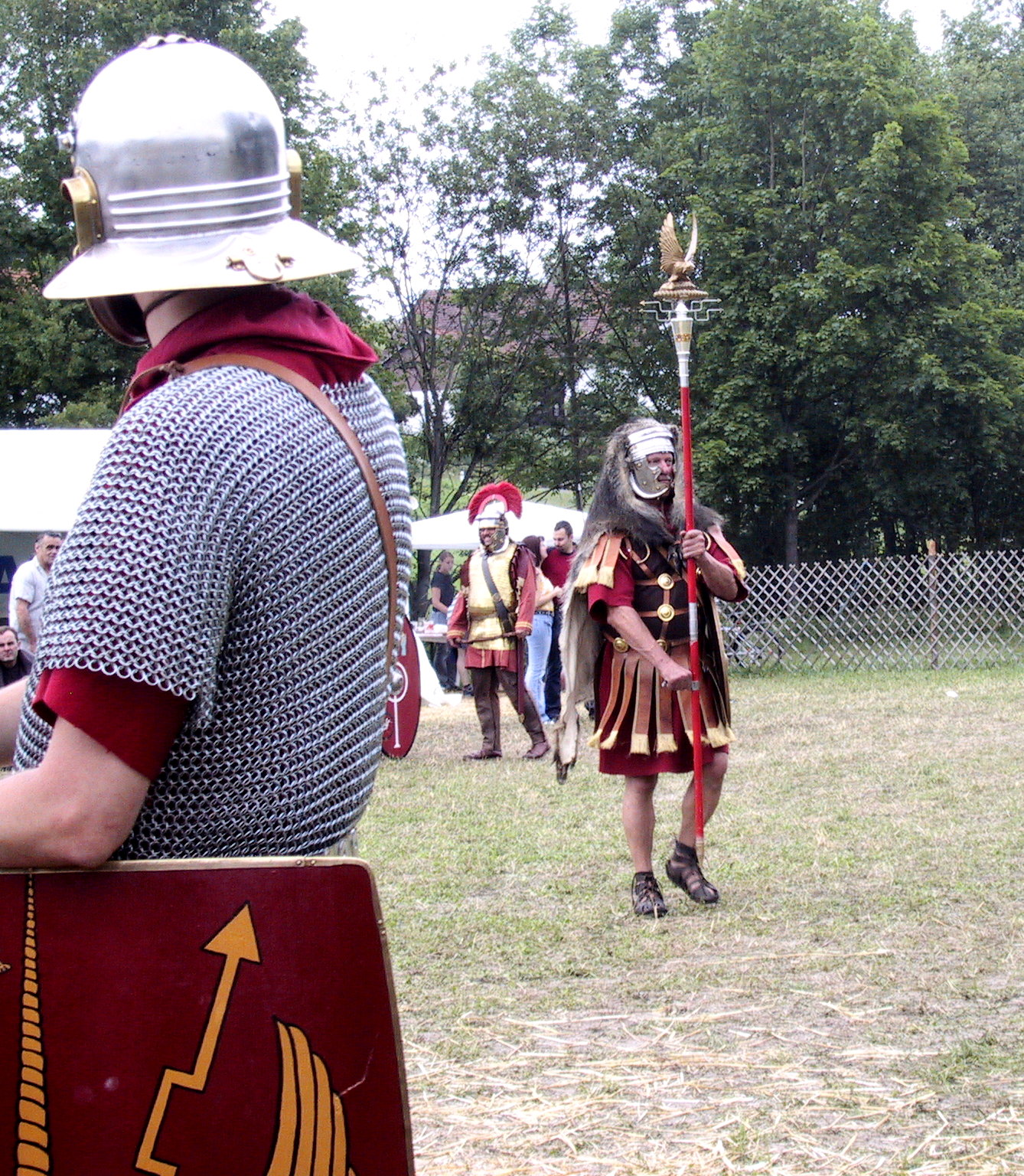